# Conferencia Episcopal de Haití
La Conferencia Episcopal de Haití o Conferencia Episcopal Haitiana  (en sus siglas CEH) es una institución de carácter permanente donde todos los Arzobispos y Obispo de Haití, en función o retirados son miembros.

## Presidencia
La presidencia de la CEH la preside S.E.R. Mons. Launay Saturné.
| PRESIDENTE                   | VICEPRESIDENTE           | SECRETARIO GENERAL | TESORERO             |
| ---------------------------- | ------------------------ | ------------------ | -------------------- |
| S.E.R. Mons. Launay Saturné. | S.E.R. Max Leroy Mésidor | Vacante            | S.E.R. Désinord Jean |

## Presidentes de la CEH
Han sido presidentes los siguientes obispos:
| N.º | PRESIDENTE                                  | PERIODO                                                                   |
| --- | ------------------------------------------- | ------------------------------------------------------------------------- |
| 1   | S.E.R. Mons. François Marie Joseph Poirier  | Arzobispo de Puerto Príncipe: 1958 – 1966                                 |
| 2   | S.E.R. Mons. Albert François Cousineau, csc | Obispo de Cabo Haitiano: 1966 – 1967                                      |
| 3   | S.E.R. Mons. François Wolff Ligonde         | Arzobispo de Puerto Príncipe: 1967 – 1970                                 |
| 4   | S.E.R. Mons. Jean-Jacques Claudius Angelor  | Obispo de Les Cayes: 1970 – 1973                                          |
| 5   | S.E.R. Mons. emmanuel constante             | Obispo de Gonaives: 1973 – 1976                                           |
| 6   | S.E.R. Mons. Jean-Jacques Claudius Angelor  | Obispo de Les Cayes: 1976 – 1979                                          |
| 7   | S.E.R. Mons. Jean-Baptiste Decoste          | Obispo de Hinche: 1979 – 1980                                             |
| 8   | S.E.R. Mons. François Wolff Ligonde         | Arzobispo de Puerto Príncipe: 1981 – 1983                                 |
| 9   | S.E.R. Mons. François Gayot, smm            | Obispo y luego Arzobispo (1988) de Cap-Haitien: 1983 – 1989               |
| 10  | S.E.R. Mons. Leonard Pétion Laroche         | Obispo de Hinche: 1989 – 1992                                             |
| 11  | S.E.R. Mons. François Gayot , smm           | Arzobispo de Cabo Haitiano: 1992 – 1998                                   |
| 12  | S.E.R. Mons. Hubert Constant, omi           | Obispo de Fort-Liberté luego Arzobispo (2003) de Cap-Haïtien: 1998 – 2005 |
| 13  | S.E.R. Mons. Louis N. Kébreau, SDB          | Obispo de Hinche luego Arzobispo (2008) de Cap-Haitien: 2005-2011         |
| 14  | S.E.R. Cardenal Chily Langlois              | Obispos de la Diócesis de Les Cayes: 2011 – 2016                          |
| 15  | S.E.R. Mons. Launay Saturné.                | Arzobispo de Cabo Haitiano 2016 - 2021                                    |
| 16  | S.E.R. Mons. Launay Saturné.                | Arzobispo de Cabo Haitiano 2021 - 2026                                    |

## Sede
La CEH tiene su sede en esquina rue Piquant y rue Lamarre Champs de Mars, de Puerto Príncipe, HT6110

## Miembros
Son miembros de la Conferencia Episcopal los obispos de Haití que ocupan los siguientes cargos:
| N.º | Arquidiócesis   | Diócesis sufragánea      | Arzobispo Metropolitano  | Obispo                               | Arzobispo u Obispo Emérito                | Erección Canónica     | Elevación          |
| --- | --------------- | ------------------------ | ------------------------ | ------------------------------------ | ----------------------------------------- | --------------------- | ------------------ |
| 1   | Cabo Haitiano   |                          | S.E.R. Launay Saturné    |                                      | Louis Nerval Kébreau, SDB                 | 3 de octubre de 1861  | 7 de abril de 1988 |
| 2   |                 | Fuerte Libertad          |                          | S.E.R. Quesnel Alphonse, SMM         |                                           | 31 de enero de 1991   |                    |
| 3   |                 | Hincha                   |                          | S.E.R. Désinord Jean                 |                                           | 20 de abril de 1972   |                    |
| 4   |                 | Les Gonaïves             |                          | S.E.R. Yves-Marie Péan, CSC          |                                           | 3 de octubre de 1861  |                    |
| 5   |                 | Port-de-Paix             |                          | S.E.R. Charles Peters Barthélus      | François Colímon, SMM                     | 3 de octubre de 1861  |                    |
| 6   | Puerto Príncipe |                          | S.E.R. Max Leroy Mésidor |                                      | Joseph Lafontant, obispo auxiliar emérito | 3 de octubre de 1861  |                    |
| 7   |                 | Anse-à-Veau et Miragoâne |                          | S.E.R. Pierre-André Dumas            |                                           | 13 de julio de 2008   |                    |
| 8   |                 | Jacmel                   |                          | S.E.R. Glandas Marie Erick Toussaint |                                           | 25 de febrero de 1988 |                    |
| 9   |                 | Jeremie                  |                          | S.E.R. Joseph Gontrand Décoste, SJ   | Joseph Willy Romélus                      | 20 de abril de 1972   |                    |
| 10  |                 | Los Cayos                |                          | S.E.R. Chily Cardenal Langlois       | Jean Alix Verrier                         | 3 de octubre de 1861  |                    |